# Clifford Gray
Clifford Barton Gray (Chicago, 29 de enero de 1892-Spring Valley, 9 de noviembre de 1969) fue un deportista estadounidense que compitió en bobsleigh en las modalidades cuádruple y quíntuple.
Participó en dos Juegos Olímpicos de Invierno en los años 1928 y 1932, obteniendo dos medallas, oro en Sankt Moritz 1928 y oro en Lake Placid 1932. Ganó una medalla de bronce en el Campeonato Mundial de Bobsleigh de 1937.

## Palmarés internacional
| Juegos Olímpicos   | Juegos Olímpicos             | Juegos Olímpicos  | Juegos Olímpicos |
| Año                | Lugar                        | Medalla           | Prueba           |
| ------------------ | ---------------------------- | ----------------- | ---------------- |
| 1928               | Sankt Moritz 1928 (Suiza)    | Medalla de oro    | Quíntuple        |
| 1932               | Lake Placid (Estados Unidos) | Medalla de oro    | Cuádruple        |
| Campeonato Mundial |                              |                   |                  |
| Año                | Lugar                        | Medalla           | Prueba           |
| 1937               | Sankt Moritz (Suiza)         | Medalla de bronce | Cuádruple        |